# Океанографические исследовательские суда проекта 852
Суда проекта 852 тип «Академик Крылов» — экспедиционные океанографические суда (ЭОС), в 1977 году переклассифицированы в океанографические исследовательские суда. Являются научно-исследовательскими судами. Построены с 1972 по 1979 год на судоверфи им. Варского (в других источниках: Щецинская судоверфь им. Адольфа Варского) в польском городе Щецин для гидрографической службы, в частности, для состава океанографической экспедиции ВМФ СССР.

## История
С развитием военно-морского флота СССР и принятием на вооружение атомных подводных лодок с крылатыми ракетами, которые несли боевое дежурство в удалённых от советских военно-морских баз частях мирового океана, требовалось подробное изучение специфических аспектов океанографии морей и океанов, имеющих военное применение. Для этих целей, начиная с начала 1960-х годов, стартовала постройка ряда специализированных судов для ВМФ СССР. Первым послевоенным гидрографическим судном (ГС) стало спроектированное в ЦКБ-17 и построенное в 1962 году на Севастопольском морском заводе ГС «Адмирал Невельской» проекта 514. Параллельно со строительством специализированных судов для нужд ВМФ СССР в Советском Союзе к строительству также были привлечены верфи в ГДР и Польше. Так к 1964 году в ГДР была построена серия из трёх научно-исследовательских судов «Полюс», «Балхаш» и «Байкал» на основе транспортных дизель-электроходов. Позже «Байкал» и «Балхаш» были переоборудованы для исследовательских работ в области гидроакустики и океанографии (проект 1537). Последними гидрографическими судами, построенными в ГДР в 1972—1973 годах на верфях в Висмаре для ВМФ СССР, стали четыре экспедиционно-географических судна (ЭОС) типа «Абхазия» (позже — проект 976). В Польше строительство судов для гидрографической службы ВМФ СССР началось в 1960-х годах. Основным строительным предприятием стал судостроительный завод имени Адольфа Варского в Щецине. Начиная с 1964 года на нём были построены и спущены на воду 11 среднетоннажных судов по проекту 850. А в 1974—1979 годах были построены 6 самых крупных ЭОС проекта 852. Главный наблюдающий от ВМФ СССР капитан 2-го ранга Соколов В. В.

## Назначение
Суда данного проекта предназначены для исследований в области океанологии, химической гидрологии и морской метеорологии. Также для биологических, аэрологических, актинометрических наблюдений; регистрации волнения и течений в акватории мирового океана, и других морских наблюдений и исследований.

## Конструкция

### Корпус
Суда гладкопалубные, с развитой 4-ярусной надстройкой, расположенной в средней части. Корпус разделён на 10 отсеков девятью водонепроницаемыми переборками толщиной от 6 до 12 мм, они доходят до уровня главной палубы (3-й палубы) и находятся на отметках 7-го, 19-го, 49-го, 72-го, 93-го, 114-го, 134-го, 156-го и 178-го шпангоута, расстояние между шпангоутами (шпация) — 700 мм. Толщина обшивки днища от 18 до 22 мм, корпуса — от 10 мм на бортах, до 14 мм на форштевне ледокольного типа. Обшивка способна выдерживать напор льдов толщиной до 100 мм. Высота борта до главной палубы — 7,95 метра, до верхней палубы — 10,45 метра. Всего судно имеет 7 палуб. Система набора корпуса: борт, днище, платформы, палубы, надстройки — поперечная; главная и верхняя палубы — продольная. Наибольшая длина судов первой серии составляет 146,6 метра, второй серии 149,5 метра. Длина между перпендикулярами на уровне конструктивной ватерлинии — 131,6 м, ширина на миделе — 18,6 метра.
На судне размещено 19 (20) научных лабораторий, общей площадью 900 м², в том числе: гидрографическая, радиоизмерительная, аэрологическая, синоптическая, геологическая, океанографическая, электромагнитная, радиохимическая, биологическая, гравиметрическая, навигационная, фотолаборатория, радиоэлектронная, гидроакустическая, центр обработки данных и астрономический павильон. Имеется корабельная АТС на 200 номеров. На верхней палубе оборудована площадка и ангар для одного вертолёта типа Ка-25.
На судах было предусмотрено одновременное размещение 4-х океанографических буйковых станций типа: ЛЭРОК-0,5, ЛЭРОК-1, ЛЭРОК-2, ЛЭС-23-1, ЛЭС-55-1.
Для погрузочно-разгрузочных работ суда были оборудованы: одной крановой установкой на баке г/п 7 тонн, двумя малыми кранами г/п по 250 кг и двумя кормовыми грузовыми стрелами г/п по 8 тонн.
На судах штатно имелись следующие вспомогательные катера и боты (они были размещены по три с каждого борта):
- 2 гидрографических промерных катера;
- 1 рабочий катер типа 725 вместимостью 20 чел;
- 1 разъездной катер типа 731 вместимостью 9 чел;
- 2 спасательных бота вместимостью по 70 чел.

Для спасения экипажа и членов экспедиции на судах размещались спасательные плоты:
- ПСН-10 — 10 шт
- ПСН-6 — 10 шт

### ГД и движитель
На судах установлены две силовые установки. Каждая состоит из 16-цилиндрового дизельного двигателя польского производства «Згода-Зульцер» 16ZVBV40/48 (макс. 485 об/мин), мощностью 8 000 л. с., валопровода состоящего из гребного вала со ступенчатым диаметром 520/400 мм и двух промежуточных валов диаметром 365 мм, и бронзового 4-х лопастного гребного винта фиксированного шага диаметром 3 760 мм и массой 9 450 кг. Суда способны развить максимальную скорость в 21 узел при работе двух главных на полном ходу. Дальность плавания на максимальной скорости составляет 18 000 морских миль, а при скорости в 15,5 узлов суда способны преодолеть 21 000 морских миль. Для обеспечения маневрирования на малой скорости (до 5 узлов) суда оборудованы двумя выдвижными двигательно-рулевыми комплексами (ВДРК) и носовым подруливающим устройством ПУ-130.
Электроэнергия вырабатывается четырьмя польскими дизель-генераторами 6AL25/30 мощностью по 800 кВт (около 940 л. с.) каждый; одновременно могут быть задействованы только три из них. Также имеется аварийный дизель-генератор мощностью в 125 кВт.
Каждое судно оборудовано скуловыми килями, одним активным обтекаемым небалансирным рулём с площадью пера 14,1 м², скорость перекладки от −30° до +30° составляет 28 секунд. Два якоря Холла весом по 4 тонны каждый обеспечивали удержание судна на месте, а длина якорной цепи калибра 67 мм составляла 275 метров.

### Водоизмещение и грузовместимость
- полное — 9120 т (осадка — 6,39 м)
- нормальное — 7850 т (осадка — 5,73 м)
- стандартное — 6630 т (осадка — 5,03 м)
- носовой трюм — 40 т
- кормовой трюм — 110 т

Валовая вместимость составляет 7309 тонн (брутто), или 980 (нетто) регистровых тонн. Груз размещался в двух трюмах. Балластные цистерны вмещают 350 тонн, из которых 240 может быть занято под дополнительное топливо. Полные запасы рассчитаны для 170 человек на 90 суток. Два вакуумных испарителя вырабатывают по 12,5 тонн пресной воды в сутки.
Экипаж — 90 чел, возможность размещения научных работников экспедиции — 80 чел.
| Запасы                   | Полный, т | Максимальный, т |
| ------------------------ | --------- | --------------- |
| Провизия                 | 50        | 54              |
| Вода питьевая            | 116       | 165             |
| Вода мытьевая            | 232       | 258             |
| Вода котельная           | 80        | 87,2            |
| Вода для мытья вертолёта | 18        | 25              |
| Топливо                  | 2244      | 2430            |
| Топливо для вертолёта    | 17,6      | 17,6            |
| Масло                    | 51        | 60,7            |

## Представители проекта
Всего по данному проекту было построено 6 судов, головное судно проекта «Академик Крылов» — сдано флоту в 1974 году.
| Наименование           | Заводской  | Заложено   | Спущено на воду | Вступление в строй | Флот, в/ч            | Списание                                 |
| ---------------------- | ---------- | ---------- | --------------- | ------------------ | -------------------- | ---------------------------------------- |
| «Академик Крылов»      | № 852/1    | 06.04.1972 | 13.11.1972      | 31.07.1974         | БФ, 13188            | 2001                                     |
| «Леонид Соболев»       | № 852/2    | 20.02.1973 | 24.11.1973      | 26.12.1974         | ТОФ                  | Списано в 1996 году, продано в 1997 году |
| «Адмирал Владимирский» | № 852/3    | 01.12.1973 | 04.04.1974      | 31.05.1975         | ЧФ, с 1994-БФ, 10455 | В строю, на 2020 год                     |
| «Иван Крузенштерн»     | № 852/4    | 07.10.1974 | 28.02.1975      | 19.11.1975         | БФ, 31001            | 23.04.1999                               |
| «Леонид Дёмин»         | № 852-II/5 | 08.02.1977 | 30.06.1977      | 28.02.1978         | БФ, 53102            | 2002                                     |
| «Михаил Крупский»      | № 852-II/6 | 30.03.1978 | 11.08.1978      | 19.07.1979         | БФ, 10414            | 01.09.1995                               |

Суда, входившие в состав Балтийского флота, базировались в Кронштадте, и входили в состав 6-й Атлантической океанографической экспедиции ВМФ СССР.

### «Академик Крылов»
ОИС «Академик Крылов» (первый командир Устименко) — головное судно проекта, сдано ВМФ СССР в 1974 году, зачислено в состав 6-й Атлантической океанографической экспедиции Гидрографической службы ВМФ СССР с базированием на Кронштадт. «Академик Крылов» первым из кораблей ВМФ СССР совершил официальный визит в Венесуэлу. Приглашение поступило от правительства страны и, в октябре 1975 года судно ошвартовалось в порту Пуэрто-Кабельо. Начальником похода был капитан 1-го ранга Образцов А. Г. 18 декабря 1975 года прошло подписание соглашения О культурном и научном сотрудничестве между СССР и Венесуэлой.
С 1977 года по 1978 год выполнен совместный советско-американский исследовательский проект в районе Бермудских островов, названный «ПОЛИМОДЕ». От ВМФ СССР были задействованы 10 судов, в том числе в 1978 году ОИС «Академик Крылов» (начальник экспедиции Шпаков И. К.). Результатом проекта стало обнаружение перемещения со скоростью около 40 миль/сутки (80 см/с) с северо-востока на юго-запад нескольких вихрей (до 200 км в диаметре), и издание «Атласа ПОЛИМОДЕ» на русском и английском языках. Также в рамках проекта прошло обоснование метода мониторинга океанской среды с помощью акустической томографии.

С 26 по 30 августа 1991 года «Академик Крылов» под командованием капитана 1 ранга Иванова Владислава Леонтьевича (командовал судном с 05.1987 по 04.1992 г.) принял участие в военно-историческом действии, посвященному 50-летию прорыва кораблей Балтийского флота из заблокированного гитлеровцами Таллина в Кронштадт. В торжестве также приняли участие: УК «Смольный» и «Луга», МТЩ «МТ-179» и «Костыгов», МПК-228, а отряд возглавлял командир Ленинградской ВМБ вице-адмирал Селиванов В. Е..
Последний поход ОИС «Академик Крылов» совершил в Белое море в 1995 году. В 2001 году судно списали.

### «Адмирал Владимирский»
ОИС «Адмирал Владимирский» входил в состав 176-го отдельного дивизиона океанографических исследовательских судов Черноморского флота, базировавшегося на Севастополь. С 1975 по 2001 год совершено 15 научных экспедиций. Со 2 декабря 1982 года по 27 апреля 1983 года совместно с ОИС «Фаддей Беллинсгаузен» повторил маршрут кругосветной антарктической экспедиции шлюпов «Восток» и «Мирный», капитана 2-го ранга Беллинсгаузена Ф. Ф. и лейтенанта Лазарева М. П., открывших шестой континент. Начальник экспедиции — вице-адмирал Акимов В И., научный руководитель экспедиции — Митин Л. И., командир — капитан 2-го ранга Панченко Р. П. В 1990 году судно отправилось на ремонт в Польшу, после завершения ремонта перечислено в состав Балтийского флота с базированием на Кронштадт в 1994 году. В 2015—2016 году дальний поход в район Антарктиды. По состоянию на апрель 2016 год находится в строю.

### «Леонид Дёмин»
ОИС «Леонид Дёмин» входил в состав 6-й Атлантической океанографической экспедиции ВМФ СССР с базированием на Кронштадт. За время службы судном пройдено 455 327 морских миль, совершено более 30 походов общей продолжительностью около 70 месяцев. В 2003 году судно продали на металлолом, и 30 декабря 2003 года при буксировке в штормовую погоду село на мель у западного побережья острова Гогланд.

### Книги
- Ровбут М. О. «Ломоносовское Мореходное училище ВМФ».
- Розин А. Боевая служба ВМФ СССР в районе Кубы.
- Дерюгин К. К. Советские океанографические экспедиции / Под редакцией академика Шулейкина В. В.. — Л.: Гидрометеоиздат, 1968. — 10 000 экз.
- Аверьянов В. Г. Экспедиционные океанографические суда типа „Академик Крылов“ // Записки по гидрографии № 194. — 1975.
- Гусев А. М. Курс общей геофизики. Основы океанологии. — М.: Издательство МГУ, 1983. — 248 с.
- Л. Митин, И. Поляк, Л. Ганапольский, Б. Золотайкин, А. Лашук. Гидрография Черноморского флота (1696-1982). Исторический очерк. — издательство Гидрографической службы Черноморского флота, 1984. — 364 с.
- Справочник «Особенности проектирования судов для освоения Мирового океана». — Севастополь, 1987.
- Аверьянов В. Г. Советские антарктические экспедиции // Человек, море, техника-89. — Л.: Судостроение, 1989.
- Сузюмов Е. М., Ципоруха М. И. Открывая тайны океана. — М.: Знание, 1991. — 192 с. — (Народный университет. Естественнонаучный факультет). — ISBN 5-07-001304-1.
- Городецкий О. А., Гуральник И. И., Ларин В. В. Метеорология, методы и технические средства наблюдений. — 2-е изд. — Л.: Гидрометеоиздат, 1991. — 336 с. — ISBN 5-268-00646-9.
- Морской энциклопедический словарь в трёх томах / под ред. Дмитриева В. В. — Л.: «Судостроение», 1991—1994. — Т. 1. — 504 с. — ISBN 5-7355-0280-8.
- Кузин В. П., Никольский В. И. Военно-Морской флот СССР 1945-1991. — СПб.: Историческое Морское Общество, 1996. — 653 с.
- Суйте Т. Н. «Академический научный флот и исследования океана». — М.: Рук, 1997.
- Гидрографические суда: Океанографические суда проекта 852 // «Оружие и технологии России» Энциклопедия XXI век / под общ. ред. С. Иванова. — 2003. — Т. 6. «Корабли Военно-морского флота». — 600 с. — ISBN 5-93799-006-4.
- Иванов В. А., Показеев К. В., Шрейдер А. А. Глава 6. Акустика океана // «Основы океанологии». Учебное пособие. — 1-е. — СПб.: Лань, 2008. — 576 с. — ISBN 978-5-8114-0759-0.
- Данченков М. А., Волков Р. Н. Глава 4. Ведомства и ведомственные суда, глава 5. Имена судов // [Владивосток, Новосибирск «Научные суда России»]. — ДВНИГМИ, 2012.

### Статьи
- Суда научно-исследовательские // Большая советская энциклопедия : [в 30 т.] / гл. ред.  А. М. Прохоров. — 3-е изд. — М. : Советская энциклопедия, 1969—1978.
- Стрельченко И. О визите в Венесуэлу делегации из СССР — заметка // Правда : газета. — М., 1975. — 19 декабря. — С. 2.
- Козлов Л. И. Научно-исследовательские суда, строящиеся по унифицированным проектам // Судостроение : журнал. — 1980. — № 5. — С. 4—5.
- Кузнецов М. Неутомимый „Адмирал Владимирский“ // Морская газета. — 2008. — Август.
- Малекин Ю. Ограничений в плавании не имеет… // Красная Звезда. — 2010. — 17 сентября.
- Рыбакова И. О чем поведал „Адмирал“… // Кронштадтский муниципальный вестник. — 2011. — 6 мая.
- Кузнецов Н. Экспедиционные океанографические суда типа «Академик Крылов» // Техника-молодежи : журнал. — 2014. — № 13. — ISSN 0320-331X. Архивировано 10 апреля 2016 года.